# 伊藤修一郎
伊藤 修一郎（いとう しゅういちろう、1960年 - ）は、日本の政治学者。学習院大学法学部教授。専門は地方自治、政策過程論。

## 略歴
神奈川県出身。東京大学法学部卒業。1996年ハーバード大学ケネディ公共政策大学院修了 。2000年慶應義塾大学大学院政策・メディア研究科博士課程修了。
神奈川県職員を経て、2000年群馬大学社会情報学部講師・助教授、2005年筑波大学大学院人文社会科学研究科教授。2012年学習院大学法学部政治学科教授。

## 著書

### 単著
- 『自治体政策過程の動態 政策イノベーションと波及』（慶應義塾大学出版会、2002年）
- 『自治体発の政策革新 景観条例から景観法へ』（木鐸社、2006年）
- 『政策リサーチ入門 仮説検証による問題解決の技法』（東京大学出版会、2011年）

### 共著
- 『公共政策学の基礎』（秋吉貴雄・北山俊哉共著、有斐閣、2010年）